# RIZIN.46
Yogibo presents RIZIN.46（ヨギボー・プレゼンツ・ライジン・フォーティーシックス）は、日本の総合格闘技団体「RIZIN」の大会の一つ。
2024年4月29日に東京都江東区有明アリーナで開催された。

## 概要
RIZIN.42以来1年ぶりに有明アリーナで開催された今大会では、金原正徳が王者鈴木千裕に挑戦するRIZINフェザー級タイトルマッチが行われ、鈴木が1RTKO勝ちを収め、初防衛に成功した。日本と韓国のRIZIN参戦選手による日韓対抗戦3試合は、日本2勝、韓国1勝で日本が勝利した。また、第2代RIZINフェザー級王者の牛久絢太郎がバンタム級に階級を下げ、太田忍と対戦し、太田がフルマークで判定勝ちを収めた。他にもBKFCの提供試合として元K-1ファイターで第8代Krushフェザー級王者の篠塚辰樹が出場し、1RKOでデビュー戦勝利を収めた。
なお、当初の発表では大会名はRIZIN.47であったが、2024年1月31日にRIZIN.46に変更された。

## 対戦カード
第1試合 MMAルール 66.0kg契約ワンマッチ 5分3R
○  高木凌 vs.  西谷大成 ×
1R 4:04 KO（右ストレート）
第2試合 MMAルール 66.0kg契約ワンマッチ 5分3R
×  山本空良 vs.  イルホム・ノジモフ ○
2R 3:39 TKO（グラウンドパンチ）
第3試合 ベア・ナックル ルール 58.9kg契約ワンマッチ 2分5R
○  篠塚辰樹 vs.  ジャスティン・マルチネス ×
1R 1:33 KO（右ストレート）
第4試合 MMAルール 66.0kg契約ワンマッチ 5分3R
×  中原由貴 vs.  ビクター・コレスニック ○
5分3R終了 判定3-0
第5試合 MMAルール 71.0kg契約ワンマッチ 5分3R
○  “ブラックパンサー”ベイノア vs.  井上雄策 ×
5分3R終了 判定3-0
第6試合 MMAルール 61.0kg契約ワンマッチ 5分3R
日韓対抗戦
○  倉本一真 vs.  ヤン・ジヨン ×
5分3R終了 判定2-1
第7試合 MMAルール 57.0kg契約ワンマッチ 5分3R
日韓対抗戦
○  神龍誠 vs.  イ・ジョンヒョン ×
1R 4:29 肩固め
第8試合 MMAルール 61.0kg契約ワンマッチ 5分3R
日韓対抗戦
×  中島太一 vs.  キム・スーチョル ○
2R 0:06 KO（左フック）
第9試合 MMAルール 61.0kg契約ワンマッチ 5分3R
×  牛久絢太郎 vs.  太田忍 ○
5分3R終了 判定0-3
第10試合 MMAルール 66.0kg契約 5分3R
RIZINフェザー級タイトルマッチ
○  鈴木千裕 vs.  金原正徳 ×
1R 4:20 TKO（グラウンドパンチ）
※鈴木が王座初防衛に成功。

### カード変更
カード変更は以下の通り。
- 鈴木博昭 vs. YA-MAN →YA-MANの膝内側側副靭帯と膝前十字靭帯損傷により超RIZIN.3にスライド。